# Eurygenius attenualus
Eurygenius attenualus es una especie de coleóptero de la familia Anthicidae.

## Distribución geográfica
Habita en Madagascar.